# Il mio compleanno
Il mio compleanno è un film del 2025 diretto da Christian Filippi, al suo esordio alla regia.

## Trama
Da quando ha quattro anni è stato separato dalla madre, una donna con forti disturbi di personalità. Nonostante la guida attenta della sua educatrice, Riccardino decide di scappare per raggiungere la madre e vivere con lei.

## Distribuzione
Presentato alla Mostra Internazionale d'Arte Cinematografica di Venezia 2024 nell'ambito di "Biennale College Cinema", il film è stato poi distribuito nelle sale cinematografiche italiane il 14 maggio 2025.